# Jean-Marc Savelli
Jean-Marc Savelli (* 18. Oktober 1955 in Mülhausen im Oberelsass) ist ein französischer Pianist.
Der Öffentlichkeit wurde er durch Interpretationen sowohl romantischer Kompositionen Franz Liszts und Frédéric Chopins, aber auch der Werke Johann Sebastian Bachs, Ludwig van Beethovens und Claude Debussys bekannt.

## Leben
Seine Mutter Marie-Louise Schreyer stammt aus einer Familie reisender Musiker, die in Osteuropa auftrat, bevor sie sich im Unterelsass niederließ. Sein Vater Gratien Savelli stammt aus Korsika und sang häufig Lamenti wie auch andere traditionelle Volkslieder seiner Heimat. Savellis Eltern lernten sich während des Zweiten Weltkriegs kennen.
Als Achtjähriger wurde Jean Marc von seinen Eltern im Conservatoire National de Musique in Mülhausen bei der Klavierprofessorin Suzanne Muller-Gunst angemeldet. Dort wurde er im Jahr 1967 im Rahmen des Konservatoriumswettbewerbs mit einem Ersten Preis ausgezeichnet. Im Jahr 1968 wurde er von Pierre Sancan, der am Conservatoire national supérieur de musique in Paris unterrichtete, weiter gefördert. Nach erfolgreicher Aufnahmeprüfung im Jahr 1968 kam er in die Klasse von Monique de la Bruchollerie. Ein von ihr organisiertes Sommerseminar schloss er im Jahr 1971 mit einem Diplom ab.
Nach Brucholleries Tod führte Yvonne Lefébure seine Ausbildung fort.
Nach öffentlichen Konzerten und Plattenaufnahme unterbrach Jean-Marc Savelli seine Karriere aus familiären Gründen und widmete sich während einer künstlerischen Pause der Musiktherapie. Im April 2005 war er einer der Referenten während eines Symposiums über Spasmophilie (Hyperventilationssyndrom) an der Sorbonne.

## Diskografie
- 2014 Classical Recital, Famous Records[4]

## Schriften
- Catherine Lechner-Reydellet (Hrsg.): Les Légendes françaises du piano. Aedam Musicae, Château-Gontier 2020, ISBN 978-2-919046-74-4 (Beiträge von Jean-Marc Savelli über Yvonne Lefébure, Monique de La Bruchollerie und Pierre Sancan).